# 2020年東京オリンピック
東京2020オリンピック競技大会（とうきょうニーゼロニーゼロオリンピックきょうぎたいかい、英: TOKYO 2020）は、2021年（令和3年）7月23日から8月8日までの17日間、日本の東京都などで開催された第32回オリンピック競技大会。
205の国と地域から11,092人が参加し、実質19日間（開会式に先立ち男女サッカーとソフトボールの一部試合が行われた2日間を含む）に33競技339種目が行われた。一般的には東京オリンピックや東京2020オリンピックと呼称され、東京五輪（とうきょうごりん）、TOKYO 2020（とうきょうニーゼロニーゼロ）などとも略称される。また、公用文では第三十二回オリンピック競技大会の表記も用いられている。

## 概要
2013年9月の第125次IOC総会で開催都市が東京に決定した。東京での開催は1964年大会以来57年ぶり2回目となり、競技は東京都の他に埼玉県、神奈川県、千葉県、茨城県、静岡県、福島県、宮城県と北海道（計9都道県）で行われた。大会組織委員会は東京オリンピック・パラリンピック競技大会組織委員会（TOCOG）。大会名誉総裁は今上天皇。
新型コロナウイルス感染症（COVID-19）の世界的流行を受け、本来の開催日程から1年延期して開催された。大会延期により開催年は変わったが「東京2020」の名称に変更はない。開催の延期は近代オリンピック史上初めてのことであり、奇数年の開催も夏冬通じて史上初となった。

## 参加国・地域
2020年3月12日の時点で、以下の153か国・地域の国内オリンピック委員会（NOC）が出場資格を得ている（ただし、ユニバーサリティ出場枠を通して、出場資格にかかわらず競技者を派遣することができる陸上競技および水泳競技の参加資格未取得競技者を有するのみのNOCを除く）。

緑は参加国、灰色は不参加国、黄色は開催都市（東京）
各国の参加人数

| 2020年東京オリンピックの参加国・地域（アルファベット順） |
| --- |
| - アフガニスタン - アルバニア - アルジェリア - アメリカ領サモア - アンドラ - アンゴラ - アンティグア・バーブーダ - アルゼンチン - アルメニア - アルバ - オーストラリア - オーストリア - アゼルバイジャン - バハマ - バーレーン - バングラデシュ - バルバドス - ベラルーシ - ベルギー - ベリーズ - ベナン - バミューダ - ブータン - ボリビア - ボスニア・ヘルツェゴビナ - ボツワナ - ブラジル - イギリス領ヴァージン諸島 - ブルネイ - ブルガリア - ブルキナファソ - ブルンジ - カンボジア - カメルーン - カナダ - カーボベルデ - ケイマン諸島 - 中央アフリカ - チャド - チリ - 中国 - チャイニーズタイペイ - コロンビア - コモロ - クック諸島 - コスタリカ - クロアチア - キューバ - キプロス - チェコ - コンゴ民主共和国 - デンマーク - ジブチ - ドミニカ国 - ドミニカ共和国 - 東ティモール - エクアドル - エジプト - エルサルバドル - 赤道ギニア - エリトリア - エストニア - エスワティニ - エチオピア - ミクロネシア連邦 - フィジー - フィンランド - フランス - ガボン - ガンビア - ジョージア - ドイツ - ガーナ - イギリス - ギリシャ - グレナダ - グアム - グアテマラ - ギニア - ギニアビサウ - ガイアナ - ハイチ - ホンジュラス - 香港 - ハンガリー - アイスランド - インド - インドネシア - イラン - イラク - アイルランド - イスラエル - イタリア - コートジボワール - ジャマイカ - 日本 (開催国) - ヨルダン - カザフスタン - ケニア - キリバス - コソボ - クウェート - キルギス - ラオス - ラトビア - レバノン - レソト - リベリア - リビア - リヒテンシュタイン - リトアニア - ルクセンブルク - マダガスカル - マラウイ - マレーシア - モルディブ - マリ - マルタ - マーシャル諸島 - モーリタニア - モーリシャス - メキシコ - モルドバ - モナコ - モンゴル - モンテネグロ - モロッコ - モザンビーク - ミャンマー - ナミビア - ナウル - ネパール - オランダ - ニュージーランド - ニカラグア - ニジェール - ナイジェリア - 北マケドニア - ノルウェー - オマーン - パキスタン - パラオ - パレスチナ - パナマ - パプアニューギニア - パラグアイ - ペルー - フィリピン - ポーランド - ポルトガル - プエルトリコ - カタール - 難民 - コンゴ共和国 - ROC - ルーマニア - ルワンダ - セントクリストファー・ネイビス - セントルシア - セントビンセント・グレナディーン - サモア - サンマリノ - サントメ・プリンシペ - サウジアラビア - セネガル - セルビア - セーシェル - シエラレオネ - シンガポール - スロバキア - スロベニア - ソロモン諸島 - ソマリア - 南アフリカ - 韓国 - 南スーダン - スペイン - スリランカ - スーダン - スリナム - スウェーデン - スイス - シリア - タジキスタン - タンザニア - タイ - トーゴ - トンガ - トリニダード・トバゴ - チュニジア - トルコ - トルクメニスタン - ツバル - ウガンダ - ウクライナ - アラブ首長国連邦 - アメリカ合衆国 - ウルグアイ - ウズベキスタン - バヌアツ - ベネズエラ - ベトナム - アメリカ領ヴァージン諸島 - イエメン - ザンビア - ジンバブエ |

2021年開幕時点で参加する205か国・地域の各国オリンピック委員会についての

なお、ロシアは2019年に起きたドーピングの検査データ改ざん問題による排除処分を受けて、国としての出場が事実上不可能になっているため、ロシア・オリンピック委員会（ROC）として、個人資格での出場となった。
当初、参加を予定していた朝鮮民主主義人民共和国（北朝鮮）は「新型コロナウイルスによる世界的な保健の危機状況から選手たちを守るため」として、大会への参加を断念することを2021年4月6日に発表した。IOCは参加に向けて話し合いを模索したが、同年6月8日に不参加を事実上容認することを発表した。北朝鮮が夏季五輪不参加となるのは1988年のソウルオリンピック以来である。その他の国・地域は予定通り参加したため、IOC加盟国としては唯一の不参加国となった。大会終了後の2021年9月8日、「オリンピック憲章に違反した」として、IOCは北朝鮮に対し、2022年末までの資格停止処分を科すことを決定した。これにより、同国は同年に開催予定の北京オリンピックに参加することが事実上不可能となり、2022年1月7日に個人資格を含む同大会への出場を断念することを正式発表した。
開会式の入場行進は日本語表記による50音順で実施された。日本で過去に開催された1964年東京大会、1972年札幌大会、1998年長野大会はいずれも英語表記に基づくアルファベット順で入場行進しており、50音順での入場行進は初となる。なお、五輪発祥国のギリシャは最初、開催国の日本が最後に入場したほか、今後夏季オリンピックが開催される予定のアメリカとフランスが日本の直前に入場行進を行った。

## 公式マスコット
東京2020オリンピックの公式マスコット・キャラクターとしてミライトワが作成されている。これは、東京2020パラリンピックの同じく公式マスコットであるソメイティと一対のキャラクターとして作成されていて、セットで事前の宣伝活動に登場しており、大会の気運を盛り上げている。
ミライトワという名前には、「素晴らしい未来を永遠に」 を意味した願いが込めており、伸びやかな眼差しをもって愛らしく語りかけてくるキャラクターに、未来の主人公となる子どもたちの支持が寄せられている（マスコットの最終選定は、小学生による投票をもって行われた）。

## 開会式

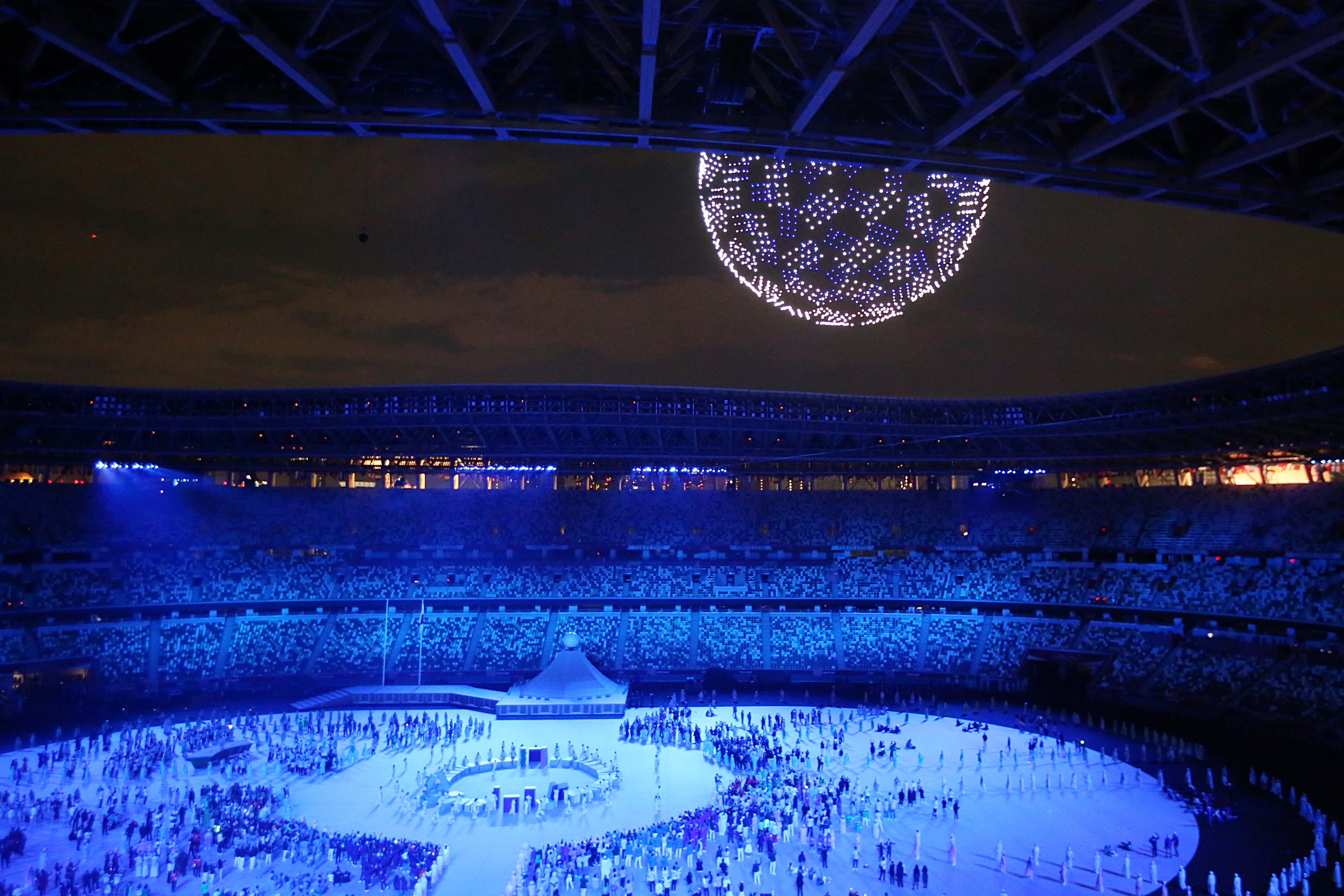
東京オリンピックの開会式での1824台のドローンショーの様子。

入場の先頭は慣例によりオリンピック発祥地のギリシャ、最後部は日本、その前がホスト国に内定しているフランス（2024年パリ大会）、米国（2028年ロサンゼルス大会）で、その他の国が50音順の並びになる。今回のテレビ放送では日本人選手名のローマ字表記を「名・姓」でなく、日本語表記と同じ「姓・名」に変更することも決まっている。

## 実施競技
2020年東京オリンピックでは、33競技339種目が実施される。うち、非追加種目が28競技321種目、開催地の組織委員会提案の追加種目は5競技18種目となっている。非追加種目はオリンピック憲章で定められた上限310種目を11種目上回った。下記の情報は2017年6月現在。括弧内の数字は種目数、★は東京五輪における追加種目を含む競技、並びは競技名のアルファベット順。
- アーチェリー（5）（詳細）
- 陸上競技（48）（詳細）
- バドミントン（5）（詳細）
- 野球・ソフトボール （2）★
  -  野球（1）（詳細）
  -  ソフトボール（1）（詳細）
- バスケットボール（4）（詳細）
  - バスケットボール（2）
  - 3x3（2）
- ボクシング（13）（詳細）
- カヌー（16）（詳細）
  - スラローム（4）
  - スプリント（12）
- 自転車競技（22）（詳細）
  - BMX（4）
  - マウンテンバイク（2）
  - ロード（4）
  - トラック（12）
- 馬術（6）（詳細）
  - 馬場馬術（2）
  - 総合馬術（2）
  - 障害馬術（2）
- フェンシング（12）（詳細）
- ホッケー（2）（詳細）
- サッカー（2）（詳細）
- ゴルフ（2）（詳細）
- 体操 (18)（詳細）
  -  体操競技（14）
  -  新体操（2）
  -  トランポリン（2）
- ハンドボール（2）（詳細）
- 柔道（15）（詳細）
- 空手（8）（詳細）★
  - 形 (2)
  - 組手 (6)
- 近代五種（2）（詳細）
- ボート（14）（詳細）
- ローラースポーツ（4）（詳細）★
  -  スケートボード（4）（詳細）
- ラグビー（2）（詳細）
  -  7人制ラグビー（2）
- セーリング（10）（詳細）
- 射撃（15）（詳細）
  - ライフル射撃 （10）
  - クレー射撃 （5）
- スポーツクライミング（2）（詳細）★
- サーフィン（2）（詳細）★
- 水泳 (49)
  -  飛込（8）（詳細）
  -  競泳（37）（詳細）
    - マラソンスイミング（2）

  -  アーティスティックスイミング（2）（詳細）
  -  水球（2）（詳細）
- 卓球（5）（詳細）
- テコンドー（8）（詳細）
- テニス（5）（詳細）
- トライアスロン（3）（詳細）
- バレーボール（4）（詳細）
  - バレーボール（2）
  - ビーチバレー（2）
- ウエイトリフティング（14）（詳細）
- レスリング（18）（詳細）
  - フリースタイル (12)
  - グレコローマン (6)

### 実施競技の見直し
2020年夏季五輪においては実施競技について見直しが行われた。

#### 2013年
- 2月12日 - IOCは2012年のロンドンで実施された26競技のうち、レスリングを除く25競技を「中核競技[注釈 6]」として位置付けた。その上で、2020年夏季五輪においては「中核競技」25競技と2016年リオデジャネイロ五輪で追加される2競技を併せた27競技を実施するものとし、レスリングを実施競技から除外する勧告を行った[27]。
- 5月22日 - カナダのケベックシティで行われたIOC理事会において、フィリップ・ボビIOCスポーツ局長が2020年大会での実施競技の選考過程を発表した。
- 5月29日 - IOC理事会において、2月の理事会で除外されたレスリングと新たな候補競技7競技（野球・ソフトボール、空手、ローラースポーツ、スカッシュ、ウェイクボード、武術太極拳、スポーツクライミング）の計8競技から、レスリング、野球・ソフトボール、スカッシュを選出。
- 9月8日 - 開催都市決定の翌日。アルゼンチンのブエノスアイレスで開かれる第125次IOC総会において、5月29日の理事会で選出された3競技からIOC委員による投票で、追加する1競技がレスリングに決定した[28]。

#### 2015年
- 6月22日 - 組織委員会が提案できる追加種目の1次選考結果が組織委員会東京2020種目追加検討会議から発表され、野球・ソフトボール、ボウリング、空手、ローラースポーツ、スポーツクライミング、スカッシュ、サーフィン、武術太極拳の8競技内の種目に絞られた[29]。

- 9月28日 - スカッシュ、ボウリング、武術太極拳以外の、5競技18種目のIOCへの提案が決定される。それぞれ、野球・ソフトボールは野球（男子）、ソフトボール（女子）。空手は組手3階級（男女）、形（男女）。ローラースポーツはスケートボードストリート（男女）、スケートボードパーク（男女）。スポーツクライミングはボルダリング・リード・スピード複合（男女）、サーフィンショートボード（男女）[30]。

#### 2016年
- 8月3日 - リオデジャネイロでのIOC総会で開催都市提案の追加種目18種目の実施が決定される。

#### 2017年
- 6月9日 - ローザンヌでのIOC理事会で柔道男女混合団体戦、水泳男子800メートル自由形、女子1500メートル自由形、400メートル男女混合メドレーリレー、アーチェリー男女混合団体、陸上競技1600メートル男女混合リレー、バスケットボール・3x3男女、自転車マディソン（トラック）男女、BMXフリースタイル男女、フェンシング団体男女、卓球男女混合ダブルス、トライアスロン男女混合リレー、ボクシング女子2階級などの導入、アーチェリー団体男女、ボクシング男子2階級、ウエイトリフティング男子1階級などの削減があり既存28競技の種目構成が決定される[26]。

#### 2018年
- 2018年までに度重なる不祥事によりボクシングの国際競技連盟であるAIBAのIOC除名やオリンピックからの除外がIOCで俎上にあがる。

#### 2019年
- 6月26日 - ボクシングはAIBAから国際体操連盟会長兼IOC委員の渡辺守成を座長とするIOC内の特別作業部会（タスクフォース）に主管団体を変更するが、実施される方針[31]がローザンヌでのIOC総会で承認された[32]。

#### 2020年
- 6月 - 国際ウエイトリフティング連盟前会長のドーピング隠蔽疑惑発覚などにより、ウエイトリフティングの当大会からの除外案が浮上した[33][34]が、実施された。

## 開催日程
| OC | 開会式 | ● | 予選 | 1 | 決勝 | EG | エキシビション | CC | 閉会式 |

| 2021年7月 / 8月              | 2021年7月 / 8月              | 21 (水) | 22 (木) | 23 (金) | 24 (土) | 25 (日) | 26 (月) | 27 (火) | 28 (水) | 29 (木) | 30 (金) | 31 (土) | 1 (日) | 2 (月) | 3 (火) | 4 (水) | 5 (木) | 6 (金) | 7 (土) | 8 (日) | 種目数 |
| ---------------------------- | ---------------------------- | ------- | ------- | ------- | ------- | ------- | ------- | ------- | ------- | ------- | ------- | ------- | ------ | ------ | ------ | ------ | ------ | ------ | ------ | ------ | ------ |
| 式典                         | 式典                         |         |         | OC      |         |         |         |         |         |         |         |         |        |        |        |        |        |        |        | CC     |        |
| アーチェリー                 | アーチェリー                 |         |         | ●       | 1       | 1       | 1       | ●       | ●       | ●       | 1       | 1       |        |        |        |        |        |        |        |        | 5      |
| 陸上競技                     | 陸上競技                     |         |         |         |         |         |         |         |         |         | 1       | 3       | 4      | 5      | 6      | 5      | 8      | 8      | 7      | 1      | 48     |
| バドミントン                 | バドミントン                 |         |         |         | ●       | ●       | ●       | ●       | ●       | ●       | 1       | 1       | 1      | 2      |        |        |        |        |        |        | 5      |
| バスケットボール             | バスケットボール             |         |         |         |         | ●       | ●       | ●       | ●       | ●       | ●       | ●       | ●      | ●      | ●      | ●      | ●      | ●      | 1      | 1      | 4      |
| バスケットボール             | 3×3                          |         |         |         | ●       | ●       | ●       | ●       | 2       |         |         |         |        |        |        |        |        |        |        |        | 4      |
| ボクシング                   | ボクシング                   |         |         |         | ●       | ●       | ●       | ●       | ●       | ●       | ●       | ●       | ●      |        | 2      | 1      | 1      | 1      | 4      | 4      | 13     |
| カヌー                       | スラローム                   |         |         |         |         | ●       | 1       | 1       | ●       | 1       | 1       |         |        |        |        |        |        |        |        |        | 16     |
| カヌー                       | スプリント                   |         |         |         |         |         |         |         |         |         |         |         |        | ●      | 4      | ●      | 4      | ●      | 4      |        | 16     |
| 自転車競技                   | ロード                       |         |         |         | 1       | 1       |         |         | 2       |         |         |         |        |        |        |        |        |        |        |        | 22     |
| 自転車競技                   | トラック                     |         |         |         |         |         |         |         |         |         |         |         |        | 1      | 2      | 1      | 2      | 2      | 1      | 3      | 22     |
| 自転車競技                   | BMX                          |         |         |         |         |         |         |         |         | ●       | 2       | ●       | 2      |        |        |        |        |        |        |        | 22     |
| 自転車競技                   | マウンテンバイク             |         |         |         |         |         | 1       | 1       |         |         |         |         |        |        |        |        |        |        |        |        | 22     |
| 馬術                         | 馬術                         |         |         |         | ●       | ●       |         | 1       | 1       |         | ●       | ●       | ●      | 2      | ●      | 1      |        | ●      | 1      |        | 6      |
| フェンシング                 | フェンシング                 |         |         |         | 2       | 2       | 2       | 1       | 1       | 1       | 1       | 1       | 1      |        |        |        |        |        |        |        | 12     |
| ホッケー                     | ホッケー                     |         |         |         | ●       | ●       | ●       | ●       | ●       | ●       | ●       | ●       | ●      | ●      | ●      | ●      | 1      | 1      |        |        | 2      |
| サッカー                     | サッカー                     | ●       | ●       |         | ●       | ●       |         | ●       | ●       |         | ●       | ●       |        | ●      | ●      |        | ●      | 1      | 1      |        | 2      |
| ゴルフ                       | ゴルフ                       |         |         |         |         |         |         |         |         | ●       | ●       | ●       | 1      |        |        | ●      | ●      | ●      | 1      |        | 2      |
| 体操                         | 体操競技                     |         |         |         | ●       | ●       | 1       | 1       | 1       | 1       |         |         | 4      | 3      | 3      | EG     |        |        |        |        | 18     |
| 体操                         | 新体操                       |         |         |         |         |         |         |         |         |         |         |         |        |        |        |        |        | ●      | 1      | 1      | 18     |
| 体操                         | トランポリン                 |         |         |         |         |         |         |         |         |         | 1       | 1       |        |        |        |        |        |        |        |        | 18     |
| ハンドボール                 | ハンドボール                 |         |         |         | ●       | ●       | ●       | ●       | ●       | ●       | ●       | ●       | ●      | ●      | ●      | ●      | ●      | ●      | 1      | 1      | 2      |
| 柔道                         | 柔道                         |         |         |         | 2       | 2       | 2       | 2       | 2       | 2       | 2       | 1       |        |        |        |        |        |        |        |        | 15     |
| 空手                         | 空手                         |         |         |         |         |         |         |         |         |         |         |         |        |        |        |        | 3      | 3      | 2      |        | 8      |
| 近代五種                     | 近代五種                     |         |         |         |         |         |         |         |         |         |         |         |        |        |        |        | ●      | 1      | 1      |        | 2      |
| ボート                       | ボート                       |         |         | ●       | ●       | ●       |         |         | 6       | 4       | 4       |         |        |        |        |        |        |        |        |        | 14     |
| ラグビー                     | 7人制ラグビー                |         |         |         |         |         | ●       | ●       | 1       | ●       | ●       | 1       |        |        |        |        |        |        |        |        | 2      |
| セーリング                   | セーリング                   |         |         |         |         | ●       | ●       | ●       | ●       | ●       | ●       | 2       | 2      |        | 4      | 2      |        |        |        |        | 10     |
| 射撃                         | 射撃                         |         |         |         | 2       | 2       | 2       | 2       | ●       | 2       | 1       | 2       | ●      | 2      |        |        |        |        |        |        | 15     |
| ローラースポーツ             | スケートボード               |         |         |         |         | 1       | 1       |         |         |         |         |         |        |        |        | 1      | 1      |        |        |        | 4      |
| 野球ソフトボール             | 野球                         |         |         |         |         |         |         |         | ●       | ●       | ●       | ●       | ●      | ●      | ●      | ●      | ●      |        | 1      |        | 1      |
| 野球ソフトボール             | ソフトボール                 | ●       | ●       |         | ●       | ●       | ●       | 1       |         |         |         |         |        |        |        |        |        |        |        |        | 1      |
| スポーツクライミング         | スポーツクライミング         |         |         |         |         |         |         |         |         |         |         |         |        |        | ●      | ●      | 1      | 1      |        |        | 2      |
| サーフィン                   | サーフィン                   |         |         |         |         | ●       | ●       | 2       |         |         |         |         |        |        |        |        |        |        |        |        | 2      |
| 水泳                         | 飛込                         |         |         |         |         | 1       | 1       | 1       | 1       |         | ●       | ●       | 1      | ●      | 1      | ●      | 1      | ●      | 1      |        | 8      |
| 水泳                         | 競泳                         |         |         |         | ●       | 4       | 4       | 4       | 5       | 5       | 4       | 4       | 5      |        |        |        |        |        |        |        | 35     |
| 水泳                         | マラソンスイミング           |         |         |         |         |         |         |         |         |         |         |         |        |        |        | 1      | 1      |        |        |        | 2      |
| 水泳                         | アーティスティックスイミング |         |         |         |         |         |         |         |         |         |         |         |        | ●      | ●      | 1      |        | ●      | 1      |        | 2      |
| 水泳                         | 水球                         |         |         |         | ●       | ●       | ●       | ●       | ●       | ●       | ●       | ●       | ●      | ●      | ●      | ●      | ●      | ●      | 1      | 1      | 2      |
| 卓球                         | 卓球                         |         |         |         | ●       | ●       | 1       | ●       | ●       | 1       | 1       |         | ●      | ●      | ●      | ●      | 1      | 1      |        |        | 5      |
| テコンドー                   | テコンドー                   |         |         |         | 2       | 2       | 2       | 2       |         |         |         |         |        |        |        |        |        |        |        |        | 8      |
| テニス                       | テニス                       |         |         |         | ●       | ●       | ●       | ●       | ●       | ●       | 1       | 1       | 3      |        |        |        |        |        |        |        | 5      |
| トライアスロン               | トライアスロン               |         |         |         |         |         | 1       | 1       |         |         |         | 1       |        |        |        |        |        |        |        |        | 3      |
| バレーボール                 | ビーチバレー                 |         |         |         | ●       | ●       | ●       | ●       | ●       | ●       | ●       | ●       | ●      | ●      | ●      | ●      | ●      | 1      | 1      |        | 4      |
| バレーボール                 | バレーボール                 |         |         |         | ●       | ●       | ●       | ●       | ●       | ●       | ●       | ●       | ●      | ●      | ●      | ●      | ●      | ●      | 1      | 1      | 4      |
| ウエイトリフティング         | ウエイトリフティング         |         |         |         | 1       | 2       | 1       | 2       | 1       |         |         | 2       | 1      | 2      | 1      | 1      |        |        |        |        | 14     |
| レスリング                   | レスリング                   |         |         |         |         |         |         |         |         |         |         |         | ●      | 3      | 3      | 3      | 3      | 3      | 3      |        | 18     |
| 決勝数                       | 決勝数                       |         |         |         | 11      | 18      | 21      | 22      | 23      | 17      | 21      | 21      | 25     | 20     | 26     | 17     | 27     | 23     | 34     | 13     | 339    |
| 累計                         | 累計                         |         |         |         | 11      | 29      | 50      | 72      | 95      | 112     | 133     | 154     | 179    | 199    | 225    | 242    | 269    | 292    | 326    | 339    | 339    |
| 2020年開催時の計画 7月 / 8月 | 2020年開催時の計画 7月 / 8月 | 22 (水) | 23 (木) | 24 (金) | 25 (土) | 26 (日) | 27 (月) | 28 (火) | 29 (水) | 30 (木) | 31 (金) | 1 (土)  | 2 (日) | 3 (月) | 4 (火) | 5 (水) | 6 (木) | 7 (金) | 8 (土) | 9 (日) | 種目数 |
| 2021年7月 / 8月              | 2021年7月 / 8月              | 21 (水) | 22 (木) | 23 (金) | 24 (土) | 25 (日) | 26 (月) | 27 (火) | 28 (水) | 29 (木) | 30 (金) | 31 (土) | 1 (日) | 2 (月) | 3 (火) | 4 (水) | 5 (木) | 6 (金) | 7 (土) | 8 (日) | 種目数 |

## 国・地域別メダル獲得数
| 順                  | 国・地域             | 金  | 銀  | 銅  | 計   |
| ------------------- | -------------------- | --- | --- | --- | ---- |
| 1                   | アメリカ合衆国 (USA) | 39  | 41  | 33  | 113  |
| 2                   | 中国 (CHN)           | 38  | 32  | 18  | 88   |
| 3                   | 日本 (JPN)（開催国） | 27  | 14  | 17  | 58   |
| 4                   | イギリス (GBR)       | 22  | 21  | 22  | 65   |
| 5                   | ROC (ROC)            | 20  | 28  | 23  | 71   |
| 6                   | オーストラリア (AUS) | 17  | 7   | 22  | 46   |
| 7                   | オランダ (NED)       | 10  | 12  | 14  | 36   |
| 8                   | フランス (FRA)       | 10  | 12  | 11  | 33   |
| 9                   | ドイツ (GER)         | 10  | 11  | 16  | 37   |
| 10                  | イタリア (ITA)       | 10  | 10  | 20  | 40   |
| 11位以降            | 別表参照             | 137 | 150 | 206 | 493  |
| 合計 (93か国と地域) | 合計 (93か国と地域)  | 340 | 338 | 402 | 1080 |

※閉会時点。

※金メダル獲得数順に掲載。

## 事故
自転車競技のBMXレーシングにおいて、オランダのニック・キンマンが練習中、コースを横断したスタッフに衝突して転倒し、膝蓋骨を損傷した。なお、本番のレースには鎮痛剤を使用して参加し、金メダルを獲得した。

## 放送事業者
アメリカ国内ではNBCがソチオリンピックから今大会までの4大会分の放映権を43億3000万ドルで獲得した。
ヨーロッパではディスカバリー・コミュニケーションズが平昌オリンピックからパリオリンピックまで、本大会を含む4大会分の欧州向け放映権を13億ユーロで獲得した。
以下は、現在までに確定した放送事業者である。
- アジア22カ国1 – 電通[40]
- オーストラリア – セブン・ネットワーク[41]
- オーストリア – ORF[42]
- ブラジル – Grupo Globo[43]
- カナダ – CBC、Sportsnet、TSN[44][45]
- 中国 – CCTV[46]、快手[47]
- クロアチア – HRT[48]
- チェコ – ČT[49][50]
- 欧州連合2 – ディスカバリー・コミュニケーションズ、ユーロスポーツ[51]
- フィンランド – Yle[52]
- フランス – フランス・テレビジョン、Canal+[53][54]
- ハンガリー – MTVA[55]
- アイルランド – RTÉ[56]
- 日本 – ジャパンコンソーシアム[57]、J:COM[58]、グリーンチャンネル3[59]
- MENA – beIN Sports[60]
- オランダ – NOS[61]
- ニュージーランド – スカイ・テレビジョン[62]
- 朝鮮民主主義人民共和国 – SBS（朝鮮中央テレビ4）[63][64]
- オセアニア5 – スカイ・テレビジョン[62]
- 韓国 – SBS[63]
- スイス – SRG SSR[65]
- イギリス – BBC、ユーロスポーツ[66][67]
- アメリカ – NBC[68]
- 香港 – 香港政府[69]

^1 – 22カ国の放送事業者に販売する権利。
^2 – フランスを除く。
^3 – 馬術競技のみ。
^4 – 大会終了後に放送。
^5 – クック諸島、フィジー、キリバス、マーシャル諸島、ミクロネシア、ナウル、ニウエ、パラオ、サモア、ソロモン諸島、トンガ、ツバル、バヌアツにおける権利。
東京国際展示場が報道陣向けのプレスセンターとして使用される。

## スポンサー
一業種1社を原則とするが、国際オリンピック委員会 (IOC) と協議して特例で2社共存したスポンサーや、複数で共存したスポンサーもある。
| 位置づけ                              | 企業 |
| ------------------------------------- | --- |
| ワールドワイド オリンピックパートナー | - コカ・コーラ - Airbnb - アリババグループ - アトス - ブリヂストン - ダウ・ケミカル - ゼネラル・エレクトリック - インテル - オメガ - パナソニック - プロクター・アンド・ギャンブル - サムスン電子 - トヨタ自動車 - Visa |
| ゴールドパートナー                    | - アサヒビール - アシックス - キヤノン - ENEOS - 東京海上日動 - 日本生命 - NEC - NTT - 野村ホールディングス - 富士通 - みずほフィナンシャルグループ - 三井住友フィナンシャルグループ - 三井不動産 - 明治 - LIXIL |
| オフィシャルパートナー                | - 味の素 - アース製薬 - EF Education First - エアウィーヴ - キッコーマン - KNT-CTホールディングス - JTB - シスコシステムズ - セコム - 全日本空輸 - ALSOK - 大日本印刷 - 大和ハウス工業 - 東京ガス - 東京メトロ - TOTO - 東武トップツアーズ - 凸版印刷 - 成田国際空港 - 日清食品ホールディングス - 日本郵政 - 日本空港ビルデング - 日本航空 - 東日本旅客鉄道 - 久光製薬 - 三菱電機 - ヤマトホールディングス - リクルート - 読売新聞 - 朝日新聞 - 日本経済新聞 - 毎日新聞 |
| オフィシャルサポーター                | - AOKIホールディングス - アグレコ - ECC - EY - KADOKAWA - Google - コクヨ - 清水建設 - TANAKAホールディングス - Technogym - 東武タワースカイツリー - 乃村工藝社 - パーク24 - パソナ - ボストン・コンサルティング・グループ - 丸大食品 - モリサワ - Yahoo!JAPAN - 産経新聞 - 北海道新聞 |

## 批判と論争

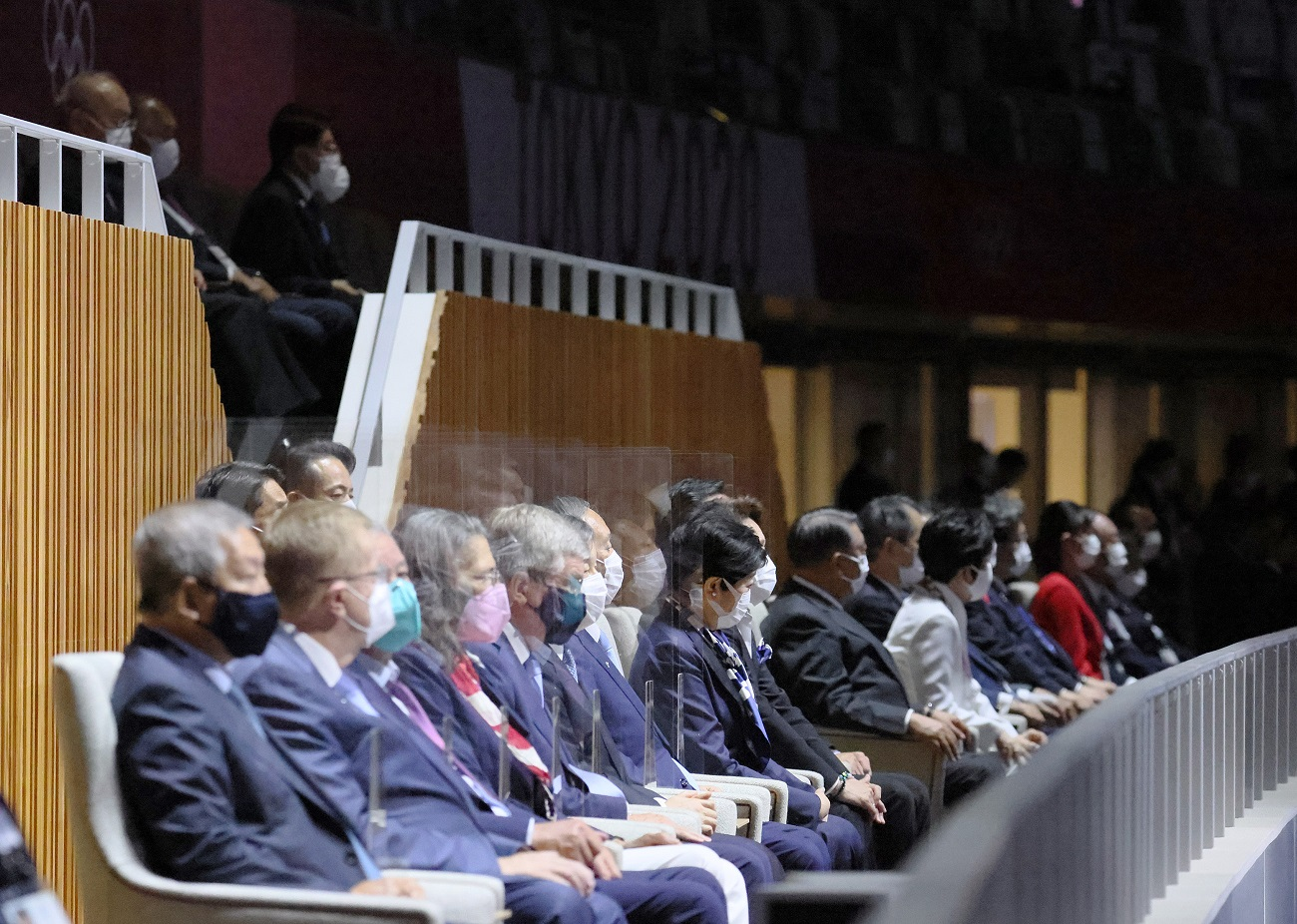
開会式に出席した来賓（2021年7月23日、国立競技場にて）

### 開幕前
- 2018年12月10日、フランス金融犯罪当局は、日本オリンピック委員会（JOC）の竹田恆和会長に対し、2013年にアフリカの国際オリンピック委員会（IOC）委員から、2020年のオリンピック開催地をイスタンブールやマドリードではなく、東京に支持する票を得るためのスキームに関する調査を開始した[125] [126]。2020年3月、電通顧問の高橋治之が、東京のオリンピック招致を支持してもらうために、IOC委員にカメラや時計などの贈り物をしたことを認めた[127]。

- 2012年から「戦犯旗」問題を喚起する韓国は、旭日旗が日本の帝国主義の過去の象徴であり、ハーケンクロイツが「ヨーロッパ人に第二次世界大戦の悪夢を思い出させる」ように、韓国の人々に「歴史的な傷と痛み」を想起させた[128] [129]として、2020年夏季オリンピックでの旭日旗の使用禁止を国際オリンピック委員会（IOC）に要請した[130]。真珠湾攻撃を含む太平洋地域の多くの国に対する攻撃ないし侵略戦争に使用されたとして、オリンピックなどの国際的なスポーツイベントでの旭日旗の使用は韓国のいわゆる告げ口外交やVANKの活動により再三再四論議が喚起されている[131]。
2020五輪大会期間最終日の8月8日、大韓体育会李起興会長は記者会見で、IOCからオリンピック憲章50条をもって旭日旗の使用を禁止する旨の決定を書面で受け取ったと述べたが、すぐに虚偽であることが判明した。IOCは禁止にしていない旨の文書を改めて大韓体育会に伝えた[132]。

- 2020年に入り、韓国のVANKが、放射能汚染を連想させる白い防護服を着た聖火ランナーを描いた五輪ポスターを作成した。この種の印象悪化を狙った反日プロパガンダをIOCが強く非難する事態となった[133]。

- 韓国とロシアの政府関係者は、大会公式ウェブサイトに掲載された聖火リレーの地図で紛争中の竹島（1952年以降、日本側の見解では韓国が実効支配）と千島列島（1945年以降、日本側の見解ではソ連・ロシアが実効支配）が日本の一部であると描かれていることを問題視した[134]。

- オリンピックスタジアム建設に使われたマレーシアやインドネシア国内の森林や熱帯雨林の違法伐採や強制伐採が問題となり、住民や環境団体から懸念や抗議の声があがっていた[135] [136] [137] [138] [139] [140]。

- これを受け、IOCは人権侵害への抗議や表彰台でのひざまずきなど五輪での抗議活動を禁止するガイドラインを選手委員会に諮った結果、禁止を維持することを決定した[141][142]。後にIOCは試合開始前や選手紹介などの一部に限り、抗議運動を容認する方向に緩和したため、大会ではイギリスやアメリカ、日本などの女子サッカーチームが試合前に片ひざをついて人種差別に抗議した[143][144]。

- 2021年2月、東京オリンピック委員会の森喜朗会長が性差別発言で国内外の批判を浴びて辞任した[145] [146]。続く橋本聖子会長のこれまでの行為にも批判が集まり[147]、ある告発に対して「反省しているし、気をつけなければならないと思っている」とコメントするに至った[148]。5月には、日本政府の内閣官房参与である高橋洋一教授が、日本の新型コロナウィルス (COVID-19) パンデミックについて「さざ波」として冗談を交えてツイートしたことが反感を買い、辞任した[149] [150]。

- 佐野研二郎による当初の東京オリンピックのロゴは盗用疑惑が浮上したため、撤回して差し替えられた[151] [152]。ベルギーのデザイナーのオリビエ・ドゥビエ氏は自分のデザインが盗用されたと主張して訴訟を起こしたが、訴訟費用がかさむことを理由に訴訟を取り下げている[153]。さらに舛添要一都知事時代に採用された五輪ボランティアの制服（ユニフォーム）がネット上で不評だったため、小池百合子都知事が問題視し、新調された[154]。

- 2021年7月9日、開催に反対する東京都と長野県の住民ら4人が開催強行により新型コロナウイルスの感染が拡大し生存権が侵害されるとして、東京都知事と大会組織委員会会長を相手に開催差し止めを求める仮処分申し立てを行った[155][156][157][158]。これに対して、東京地方裁判所は同月15日付けで、「開催により、個人の生命や健康が侵害される具体的な危険が生じる恐れは認められない」との判断を示し、同申し立てを却下した[159][160]。この決定に対して、原告の1人は「東京で感染者が増えている現実から目を背けたもので、怒りを覚える」とコメントした[159]。

### 開幕後
- 大会の公式サイトには、国・地域別のメダル獲得ランキングが掲載されているが、このランキングはオリンピック憲章が定めている「IOCと組織委員会は国ごとの世界ランキングを作成してはならない」などの文言に抵触するとして、元JOC職員の春日良一や日本オリンピック・アカデミー（JOA）の有志がランキングの再考や削除を求めている[161][162]。

- 出場選手を巡るSNS上での誹謗中傷もエスカレートしており、IOCや各国の競技団体などが対策を急ぐ事態になった[163][164][165]。

- 韓国選手団は選手村で反日横断幕を掲げ、IOCから警告相当のイエローカードを受けた。その後も掲揚された垂れ幕には、悪意ある反日メッセージが込められていたと様々な憶測や推察を呼んでいる[166][167]。

- 8月6日の「広島原爆の日」に選手や大会関係者に黙祷の呼びかけをするよう、広島県や広島県原爆被害者団体協議会が要請していたが、IOCは応じない方針を明らかにした。同月8日の閉会式では、歴史の痛ましい出来事や様々な理由で亡くなった人たちに思いを馳せるプログラムが盛り込まれているという[168][169]。

### 開・閉会式
開・閉会式の演出担当者に問題発言が相次いで発覚し世論の反発を招き、本番直前になって辞任や解任となる事態が続出している。
- 2021年3月、開会式と閉会式のクリエイティブ・ディレクターを務めた佐々木宏がタレントの渡辺直美の容姿を卑下するような発言をしたことが問題化し、クリエイティブ・ディレクターを辞任した[170] [171]。
- 開催直前となった7月15日、開・閉会式のクリエイティブチームのメンバーとして発表された小山田圭吾が音楽雑誌「ROCKIN'ON JAPAN」1994年1月号および「Quick Japan」1995年8月号で受けたインタビュー記事を切り貼りした匿名ブログや、それを引用したツイートや新聞記事内容が問題視され、「多様性と調和」を基本理念とする東京オリンピックの精神に反するとして世論の批判が高まり、加藤勝信内閣官房長官も同月19日の記者会見で苦言を呈し、組織委員会に適切な対応を求めるなど波紋が広がった[172][173][174]。最終的に小山田が19日に組織委員会へ辞意を伝え、組織委員会も辞任を了承した[175][176]。

- さらに開会式前日の22日、開・閉会式のショーディレクターを務める小林賢太郎（元ラーメンズ）の1998年販売のビデオに収録されたユダヤ人に対するホロコーストを揶揄したとみられるコントの動画が拡散、一部識者から指摘を受けたうえ、アメリカのユダヤ人国際人権団体であるサイモン・ウィーゼンタール・センターが「反ユダヤ主義の発言」として非難する声明を公式サイトで表明する事態となり[177][178]、同日午後までに組織委員会は小林をショーディレクターから解任した[179]。
- また、組織委員会主催の文化プログラムのアートワークショップへ参加する予定だった絵本作家ののぶみは、過去の教師への虐めを著書で記していたことがSNSなどで批判が相次いだため、7月20日まで組織委員会に出演を辞退を申し出、了承された[180]。
- また後日明らかになったこととして、開会式の演劇に出演予定であった俳優の竹中直人が、過去にリリースした視覚障害者を揶揄するようなビデオ作品が批判を浴びていたことから、直前になって出演を辞退したことが報道され、組織委員会も事実を認めている[181]。

開会式は「葬式のようだ」などと否定的なニュアンスがネット上で見られた一方、海外メディアでは概ね好評であるとも報じられたが、以下のような指摘もある。
- 前述のように直前で上位のスタッフが交代するトラブルがあったことから、準備不足が指摘されている[183]。
- 天皇が開会宣言を始めた際、菅首相や小池都知事は着席したままであり、促されてから立ち上がったことがSNSなどで不敬であると批判された[184]。後に組織委員会はIOCのトーマス・バッハ会長が天皇に開会宣言を求める発言をしたため、起立を促す場内アナウンスを入れることが出来なかったとし、謝罪した[185]。
- 橋本会長とバッハ会長によるスピーチは2人で9分の予定だったが、実際は20分かかり聖火台への点火など後のスケジュールが遅延した[186]。
- 評論家のさやわかの話によれば、開会式の入場行進に多数の日本のゲーム音楽が使用されたが、世界的にメジャーとはいえない作品が多く、世界的に有名でありリオデジャネイロオリンピックの閉会式で安倍晋三元総理大臣が扮したマリオブラザーズが使われていないことや、日本のゲーム音楽であるという説明が不足しているため、ゲームファン以外には意図が伝わらないなど、個々の要素は良かったが多様性と調和という理念とのつながりが感じられなかったと指摘している[183]。

### 新型コロナウイルス感染症
「安全安心の五輪」を実施するために選手・五輪関係者については隔離し外部と遮断する「バブル方式」をもって運営され、感染対策の指針「プレイブック」に従うことが義務化されているが様々な綻びが指摘されている。
- 成田空港を中心とした入国時の動線の問題[189]
- メディア関係者のコンビニなどへの特例外出許可、選手村内でのフードデリバリーサービスの利用許可など、ルールの例外の設定[190]
- 選手村内の感染対策への不安から生じた一部選手団の選手村の利用拒否[191]
- トーマス・バッハIOC会長の広島訪問[192]や迎賓館赤坂離宮での歓迎行事[193]の実施といったIOC首脳陣などへのあからさまな特例扱い
- 海外記者のレストラン利用、屋外での飲酒[194]など
- 組織委員会から送られたルール違反を警告するメールに対し、「敵意を持たれている印象を受けた」と記者会見で質問する海外記者[195]。
- 一部選手の観光や買い物などプライベートな理由による必要用務先以外への外出[196][197]

### スポンサー・テレビ局配慮
競泳決勝などの一部競技が日本時間の午前中に開催されるなどイレギュラー対応が取られた。これは、IOCに対して多額の放映権料を支払っており、時差の関係でアメリカではゴールデンタイムとなる夜間での生中継を希望していた同国の大手テレビ局NBCの意向といわれており、後述の酷暑による開催時間を変更する競技が相次ぎ、選手やコラムニストから批判が出る遠因となった。
また大多数の会場で無観客開催となる中、茨城県のカシマサッカースタジアムでは地元の小中学生限定でサッカーを観戦することになったが、このうち鹿嶋市のある公立学校で「（会場内に持ち込む）飲料はペットボトルの場合、コカ・コーラ社製の飲料でお願いします」とする文書を保護者に配布したことが明らかになった。組織委員会が会場を視察した際に、組織委員会の担当者が各校の教職員に「（ワールドワイドオリンピックパートナーである）コカ・コーラ社製以外のペットボトルは持ち込み禁止で、それ以外はラベルを剥がして」と発言したのを受けた通知と見られ、鹿嶋市の教育委員会にも苦情が殺到した。

### オリンピック構想との乖離
2013年に行われた2020年夏季オリンピックの開催地選考の際に当時の招致委員会などが述べていたオリンピック構想では、「東日本大震災からの復興」や「世界一金のかからない（コンパクト）五輪」を掲げて招致を成功させた。しかし、当初は改築案で進んでいた国立競技場の建て替えの経緯も含め、後述の経緯から当初の趣旨から乖離・矛盾しているという批判も挙がっている。

#### コンパクト五輪
開催地選考の際に当時の招致委員会などが述べていたオリンピック構想では宮城県や埼玉県などで行われる一部競技を除き、半径8km以内に競技会場を集中させると共に開催費用も7340億円という「コンパクト五輪」を掲げていた。
しかし、東日本大震災後の資材費高騰など開催計画の見通しの甘さに加え、2014年にIOCが分散開催を認めたために諸経費が増大した。分散開催により半径8km圏外の地域にも競技会場が新設されることが決まり、更にアーバンスポーツ（スケートボード・スポーツクライミングなど）や野球・ソフトボール、空手の追加競技実施に伴い、新たに福島県や千葉県、静岡県も開催県になるなどして費用が増大し、マラソン・競歩の競技会場移転決定（後述）や新型コロナウイルスの感染拡大前となる2016年の時点で既に招致時に掲げた開催費用の倍以上となる1兆6000億円から1兆8000億円の経費が試算として発表され、当初のコンセプトから乖離しているという批判もあがっていた。
2022年3月の時点で大会組織委員会は、最終的な大会経費（オリンピック・パラリンピック全体）が総額1兆4530億円を若干下回る額になるとの見通しを示した。同年6月21日、組織委員会解散直前の理事会で最終的に総額1兆4238億円であることが報告された。同年12月21日、会計検査院は大会組織委員会が大会総経費のうち国負担分を1869億円と算定していたのに対し、実際は約4668億円だったと指摘。さらに、道路や気象設備の整備費など国と東京都の負担分を合計した大会関連経費を加えた場合は、実際は約3兆7000億円に達するとも算定した。

#### 復興五輪
野球など大会の一部は、2011年に発生した東北地方太平洋沖地震と福島第一原子力発電所事故の影響を受けた場所で開催。オリンピックトーチリレーは福島県のJヴィレッジからスタートし、野球・ソフトボールは福島県営あづま球場、サッカーの一部は被災地である仙台市郊外の利府などで開催される。このため大会全体を「復興五輪」と称することもあるが、当初の理念とはかけ離れているという指摘もある。
- 福島は世界保健機関（WHO）や国連によって安全とされているが、その安全性に関する科学的研究は現在のところ論争の的となっている[213][信頼性要検証]。
- 東北地方の住民の中には、大会の準備によって復興が遅れていることや大会に関連する事業により労働者が奪われていることなどから、東北地方を開催地としたことに疑問を持つ人もいる[214][信頼性要検証]。
- 被災地でのイベントは多くが中止され、被災地での試合は宮城県以外は無観客であり、宮城県の村井嘉浩知事が決断した有観客試合にも批判が集まっている[215][216]。
- MPCに設けられた被災地の展示に興味を示す記者は少ない[195]
- 社会学者の吉見俊哉教授も、開催前から東京五輪を批判し、東京五輪を「敗戦処理」と表現した。概要は次の通りである。「多くの意味で、1964年の東京五輪の『神話』から抜け出せていないことが最大の問題だ。」、「首相ですら、半世紀以上前の成功体験しか語ることができず、なぜ東京で再び五輪をするのか、誰も分からないまま突っ走った（2021年6月の党首討論で五輪の意義を問われた菅首相が、女子バレーの『東洋の魔女』などを挙げて前回の東京五輪の思い出を長々と語ったことなどを例に挙げ）。」、「開会前から、敗戦処理をしているようだった。」、「当初は東日本大震災からの「復興五輪」と謳われたが、開催権を獲得する際に使われた『復興五輪』という言葉には、被災地は東北なのに、東京で開催する深刻なうそが含まれていた。」、「五輪のために資源を投下して首都圏のインフラ整備を進めた。東北の復興という目的とは完全に矛盾していた。」[217]。

### 気象
大会前から競技期間中は台風の接近や厳しい暑さとなることが指摘されており、様々な対策が行われているが不十分という指摘がある。
- 当初は東京での開催が予定されていたマラソンと競歩について、2019年にカタール・ドーハにて行われた世界陸上のマラソンで深夜開催だったにも関わらず、棄権者が続出し、強い批判を受けたことを背景として、IOCからの要請により、同年に北海道札幌市への移転が決定した[220][221]。
- 大会開催後も熱中症とみられる症状の訴えが発生しており[222][223]、ノバク・ジョコビッチなどテニスの上位選手らが暑さで試合に影響があるとして、時間を夕方以降にずらすことを求めたことから[222]、29日から15時に変更することとなった[219]。また、女子サッカー競技についてもスウェーデンとカナダから同様の要望が出たことから、当初はオリンピックスタジアムにて8月6日11時に試合開始を予定していた決勝戦を同日21時に変更し、会場も神奈川県の横浜国際総合競技場に変更すること、7日7時に開始を予定していた女子マラソンも酷暑回避の為に1時間繰り上げて6時に開始することをそれぞれ開催前日に発表した[224][225]。
- 東京ビッグサイトに設けられたメインプレスセンター（MPC）ではメディア向けの専用バスやハイヤーなどの輸送力不足により、記者が炎天下で待たされ、中にはやむを得ず、感染対策が不十分なタクシーを利用するメディア関係者も発生している事態になっており、約300のタクシー会社労働組合で構成している全国自動車交通労働組合連合会から批判が出ている[195][226]。
- 2019年に行われたラグビーワールドカップ2019では台風19号（東日本台風）により、試合の中止や日程の変更などを余儀なくされたことから、ワールドカップの関係者から聞き取りを行うなどして、対策を行っていた[218][227]。しかし、開催期間中に関東地方に接近した台風8号の影響により、屋外競技を中心に日程の変更などが相次ぎ、特に千葉県一宮町で行われたサーフィン競技では決勝が1日繰り上げとなり、波のコンディションが悪い条件下で実施されたため、プロのサーファーや気象予報士から批判を受けた[228][229]。

### 廃棄

#### 弁当
無観客開催になったことから、東京五輪の開会式当日のボランティアら向けの弁当のうち、全体の4割にあたる約4000食が余り、多くが破棄されたことが7月24日にTBSテレビで放送された『報道特集』の取材で明らかになり、国会などでも問題視された。運営側は「発注量の多さと、発注に対する当日のシフトの実需との差がかみ合わずに食品ロスが大きくなった」「夏の時期ということもあり、衛生上、原則廃棄せざるをえなかったと聞いている」と釈明している。また、8月7日に放送された同番組において、競技会場42か所のうち20か所において、7月3日からの1か月間で13万食が廃棄されていたことが続報として報じられ、大会組織委員会も多くの食品ロスが生じたことを認め謝罪している。一部では「事前に自治体、NPOと連携をとって、生活困窮者のために（弁当を）使っていただけるように」との声もある。

#### マスク・消毒液など
大会組織委員会は一部の会場において、医務室で余ったサージカルマスクや消毒液など500万円相当を廃棄していたことを大会終了後の8月31日に発表した。大会運営局長は「会場を撤収する時に、未使用の消耗品を保管する場所がなかった。余ることは分かっていたのに、廃棄する事態を招いてしまい、大変申し訳ない」とコメントし、謝罪した。

### 食品
韓国選手団を率いる大韓体育会は、選手村の食事に福島県産食材が用いられることを懸念し、千葉県内のホテルを借りて韓国選手団の弁当を用意する給食センターを設置した。韓国ではかねてから東京電力福島第一原子力発電所事故の影響による放射能汚染への懸念を理由に、日本の一部の県からの食品の輸入を禁止し、なおかつ一部の市民にもこれらを忌避する動きがある。この動きに対し福島県の内堀雅雄知事は、「科学的データなどの事実をきちんと把握していない」と批判し、「正しい情報を認識してもらうことが風評払拭の本質だ」と不快感を示し、国内世論を始め、韓国の料理専門家からも大韓体育会による過剰な対応と見做して批判する声がある。なお、韓国側は「希望する選手に対してのみ、食事を提供する」としており、実際に韓国選手が選手村で食事した画像がSNSにアップされている。
その反面、野球競技の会場となった福島県営あづま球場では福島県産の桃が選手に差し入れとして振舞われ、地元の新聞の報道によれば、各国選手から概ね好評を得ている。

### 宗教
MPCにおいて、イスラム教の戒律に従ったハラール料理が見当たらなかったり、礼拝室の用意がされていないとして、主にムスリム（イスラム教徒）系のジャーナリストから批判を受ける事になった。

### ジェンダー・トラブル
東京オリンピックでは史上最多となる182名のLGBTQやトランスジェンダーを公言しているアスリートが参加し、国別ランキングでは7位に相当する11個もの金メダルを獲得した。しかし、IOCの姿勢に選手や識者から批判が発生した。
- トランスジェンダー選手の参加を巡り、「1つの競技に男女それぞれが参加しているオリンピックにおいて不公平」という批判が現役選手や前アメリカ合衆国大統領のドナルド・トランプなどからあがっている[244][245][246]。

- 東京五輪では重量挙げ競技でニュージーランド代表ローレル・ハバードがトランスジェンダー選手として史上初の出場となった。ハバードは2013年に性別適合手術を受けるまで男子の重量挙げに出場していた選手だが、東京五輪では女子87キロ超級で出場。しかし、トランスジェンダーの選手が女性と競うことの公平性を疑問視する声も多数あり、科学的には男性として成長し思春期を経た人の、骨格や筋肉の量や密度などの生物学的な優位性を指摘する科学者ら専門家の声もある。当事者である一部の女子アスリートはハバードの五輪参加に反対するなど、論争や大きな影響を与えた[247]

- 選手村に滞在する参加選手の性的指向に関する情報を、本人の合意を得ずに無断でSNS上で暴露した動画が問題となり、LGBTQのアスリートを支援する団体である「プライドハウス東京」が2021年8月1日に緊急声明を出した。大会に参加する国の中には、性的マイノリティに死刑を課す国も存在するため、アウティングがアスリートの命にも関わる危険な行為と強く非難した[248][249]。

### 動物愛護
近代五種競技の馬術において、ドイツ代表のアニカ・シュロイが障害の飛越を拒否する貸与馬セイントボーイ（水口乗馬クラブ）に対して、泣きながら鞭を打ったり、コーチ兼トレーナーのキム・ライスナーが拳で馬を叩き、シュロイにも「本当に殴りなさい」と言ったりする様子がテレビ放送され、世界中から批判が殺到した。これを受けて、国際近代五種連合（UIPM）はライスナーの東京オリンピック参加資格剥奪を発表し、男子競技には参加できなくなった。
国際動物愛護団体の動物の倫理的扱いを求める人々の会（PETA）は「五輪は人間のアスリートを紹介するものであって、出場する選択をしていないのに時には命を懸けて仕事をする馬を脅したりケガをさせるものではない」との声明を発表し、更にIOC会長のトーマス・バッハに対し、今後の大会から馬術競技を廃止するよう求める書簡を出したことを8月13日に明らかにした。
これらを受けてUIPMは近代五種から馬術を除外し、代替種目を検討すると2021年11月に発表した。当初は2024年のパリオリンピックから新種目を採用し、2028年のロサンゼルスオリンピックにて正式種目化することを予定していたが、馬術の代替種目導入が難航していることから、パリオリンピック終了後に馬術を除外することが2022年5月に発表された。2023年10月に2028年のロサンゼルスオリンピックから日本のテレビ番組『SASUKE』から派生した競技「障害物レース」を代替種目として導入することを決定した。

### 亡命・失踪
ベラルーシの女子陸上代表であったクリスツィナ・ツィマノウスカヤが、競技のエントリーを巡るトラブルから自身のInstagramで指導陣やベラルーシのスポーツ当局を批判したことが契機となり、同国の陸上チームは開催中の8月1日にツィマノウスカヤに帰国を命じた。しかし、ツィマノウスカヤは同日夜に搭乗前の羽田空港で帰国を拒否し、警察官に保護を求める騒ぎとなった。その後、ツィマノウスカヤは関係当局により身柄が一時保護され、翌2日に都内のポーランド大使館を訪問して亡命を申請。同国から「人道的理由」からビザが発給され、4日に成田空港から離日し、亡命先のポーランドへ到着した。
ツィマノウスカヤのポーランド亡命の背景として、ベラルーシで強権独裁政治を続けるアレクサンドル・ルカシェンコ大統領からの報復による弾圧を恐れたものとみられている。この騒動を受けて、IOCは同月5日付でツィマノウスカヤに帰国を強制したとしてベラルーシの陸上チーム監督ら2名から大会参加に必要なIDを剥奪した。
また、開催直前にはウガンダの男子重量挙げ選手が、事前合宿先の大阪府泉佐野市から一時失踪し三重県内で保護される騒動が起きている。当該選手は「ウガンダの生活は厳しいので、ウガンダには帰らない。日本で働きたい」とメモを残しており、後日の取材で「（名古屋へ向かったのは）トヨタがあると聞き、仕事があるのではないかと思った」と語っている。当該選手は大会には出場せず帰国したが、一時本国の警察に拘束され、捜査当局により（五輪）出場をめぐる共謀容疑で訴追されている。

### 負のレガシー
本大会開催に合わせて東京都などが新設した恒久施設について、コンサートなどイベントでの利用が見込まれる有明アリーナを除く6施設において、利用低迷などにより、年間収支で赤字になる見込みであることが2022年7月に日本放送協会（NHK）から報じられた。この点について、元オリンピック選手の為末大は「『何のためにオリンピック・パラリンピックをやって、大会後の日本社会にどんなレガシーを残すのか』ということが明確じゃなかった点が大きいと思う」と批判したほか、東京都主催の競技会場後利用に関する会議で委員を務めた早稲田大学教授の間野義之も「オーバースペックで造り込みすぎてしまったという感じは否めないと思う。行政だけでなく民間企業や学術団体なども含めて、みんなでもう一度この『後利用』について、再検討する必要があると思う」とコメントしている。